# کیسایت
کیسایت (انگلیسی: Keysight) شرکت الکترونیک آمریکایی است، که در سال ۲۰۱۴ تأسیس شد.